# Frutigländer
Der Frutigländer ist eine selbständige und unabhängige regionale Zeitung im Berner Oberland für die Gemeinden Aeschi, Adelboden, Frutigen, Kandergrund, Kandersteg, Krattigen und Reichenbach. Sie wird in Kombination mit dem Frutiger Anzeiger, dem amtlichen Publikationsorgan der vorgenannten politischen Gemeinden, hergestellt. Verlegerin der Zeitung ist die «Frutigländer Medien AG» in Frutigen. Die Mission und damit das Wesen des Frutigländers ist lokal, authentisch, verbindend.

## Geschichte
Das Frutigland war die einzige Region im Berner Oberland, in der ein amtlicher Anzeiger, aber keine redaktionell aufbereitete Regionalzeitung existierte. Dieser Umstand hat die Verleger des Anzeigers von Saanen, Frank und Richard Müller, und die Verleger des Frutiger Anzeigers, Rita und Bernhard Egger, bewogen, im Dezember 2005 eine eigene Regionalzeitung zu lancieren.

## Erscheinungsweise
Der Frutigländer erscheint zweimal wöchentlich als abonnierte Zeitung. Die WEMF-beglaubigte Auflage 2024 beträgt 3'896 (Vj. 3'913) verkaufte/verbreitete Exemplare.
Der Frutigländer berichtet vor allem aus der Region (Frutigland, Engstligental und Kandertal) und über Ereignisse, welche die Region betreffen oder einen Bezug zur Region haben.

## Auszeichnung
Die Schweizerische Arbeitsgemeinschaft für Berggebiete (SAB) hat den Medienpreis 2009 dem Frutigländer verliehen. Die SAB-Jury hat die Initiative des Frutigländers gewürdigt, vor dem Hintergrund der zunehmend verarmten Presselandschaft eine abonnierte Zeitung zu gründen.